# ステファン・ベーム

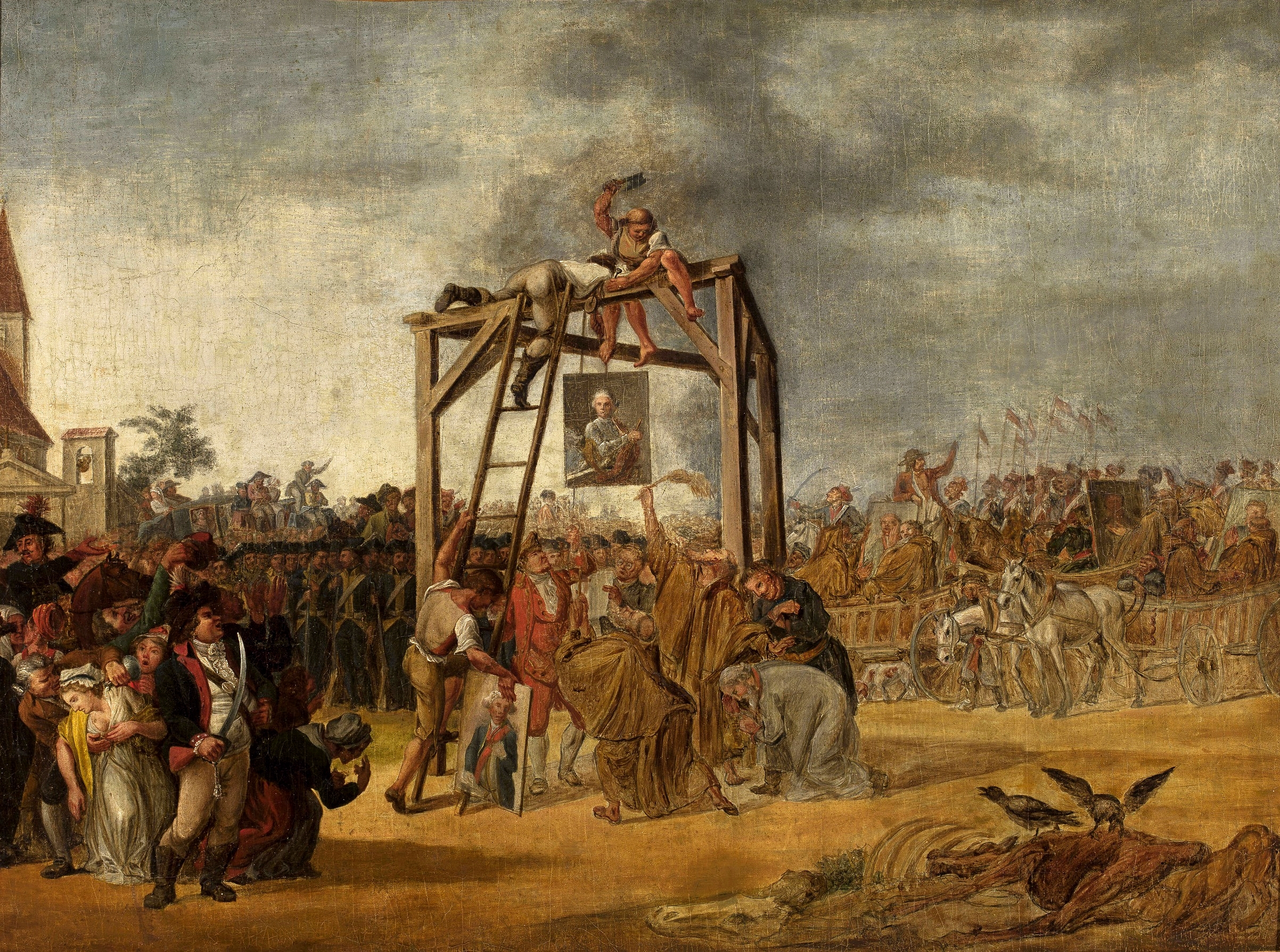
Wieszanie zdrajców

ステファン・ベーム（Stefan Böhm、1741年12月25日 - 1813年2月26日）は、ポーランド・リトアニア共和国、ワルシャワの死刑執行人である。

## 経歴
彼はケーニヒスベルク大学を卒業すると、カロル・スタニスワフ・ラジヴィウ公の領地に仕えるようになった。バール連盟に加わってロシア軍と戦い、頭に重傷を負って敗走した。そこで彼は死刑執行人のミューラーに助けられ、一緒に暮らした。そして彼はブク川の管理者として働いた後、1793年にイグナツィ・ヴィッソゴタ・ザクシェフスキ（en）によってワルシャワの死刑執行人に任命された。1794年にポーランドの第2次分割とタルゴヴィツァ連盟の勝利が確定すると、コシチュシュコ蜂起が起きた。しかし反乱は失敗に終わり、多くの人間がステファン・ベームの手によって処刑された。この歴史から彼の行為は諺となった「あなたはステファンのところへ夕食を食べに行く(you'll go to Stefanek for a dinner)」これは処刑されることを意味している。